# Ngonidzashe Makusha
Ngonidzashe Makusha, född 11 mars 1987, är en Zimbabwisk friidrottare som tävlar i längdhopp och kortdistanslöpning.
Makushas genombrott kom när han blev tolva i längdhopp vid VM för juniorer 2006. Vid samma mästerskap blev han utslagen i semifinalen på 100 meter. 
Han deltog även vid Olympiska sommarspelen 2008 där han blev fyra i längdhopp efter att ha hoppat 8,19 meter.

## Personliga rekord
Makushas personliga rekord per den 16 juli 2011:
- 100 meter - 9,89
- Längdhopp - 8,40 meter